# Вооружённые силы
Вооружённые си́лы (ВС) — главная вооружённая организация государства или группы государств, предназначенная для обеспечения военной безопасности, защиты государственных интересов при агрессии и ведении войны, недопущения или ликвидации угрозы миру между государствами и безопасности.
Кроме выполнения основных функций, возложенных на вооружённые силы, они также могут привлекаться к поддержанию порядка в государстве при чрезвычайных ситуациях, ликвидации последствий природных и техногенных катастроф, а также для решения некоторых других государственных и международных задач.
|                       |                       |                       |                       |                       |                       |                     |                     |                       |                       | вооружённые силы      |                       |                       |                       |                     |                     |  |  |                     |                     |                     |                     |                     |                     |                     |                     |                     |                     |  |  |  |  |  |  |  |  |  |  |  |  |  |  |  |  |
|                       |                       |                       |                       |                       |                       |                     |                     |                       |                       |                       |                       |                       |                       |                     |                     |  |  |                     |                     |                     |                     |                     |                     |                     |                     |                     |                     |  |  |  |  |  |  |  |  |  |  |  |  |  |  |  |  |
|                       |                       |                       |                       |                       |                       |                     |                     |                       |                       |                       |                       |                       |                       |                     |                     |  |  |                     |                     |                     |                     |                     |                     |                     |                     |                     |                     |  |  |  |  |  |  |  |  |  |  |  |  |  |  |  |  |
|                       |                       | вид вооружённых сил   | вид вооружённых сил   | вид вооружённых сил   | вид вооружённых сил   | вид вооружённых сил | вид вооружённых сил |                       |                       | вид вооружённых сил   | вид вооружённых сил   | вид вооружённых сил   | вид вооружённых сил   | вид вооружённых сил | вид вооружённых сил |  |  | вид вооружённых сил | вид вооружённых сил | вид вооружённых сил | вид вооружённых сил | вид вооружённых сил | вид вооружённых сил |                     |                     |                     |                     |  |  |  |  |  |  |  |  |  |  |  |  |  |  |  |  |
|                       |                       | вид вооружённых сил   | вид вооружённых сил   | вид вооружённых сил   | вид вооружённых сил   | вид вооружённых сил | вид вооружённых сил |                       |                       | вид вооружённых сил   | вид вооружённых сил   | вид вооружённых сил   | вид вооружённых сил   | вид вооружённых сил | вид вооружённых сил |  |  | вид вооружённых сил | вид вооружённых сил | вид вооружённых сил | вид вооружённых сил | вид вооружённых сил | вид вооружённых сил |                     |                     |                     |                     |  |  |  |  |  |  |  |  |  |  |  |  |  |  |  |  |
|                       |                       |                       |                       |                       |                       |                     |                     |                       |                       |                       |                       |                       |                       |                     |                     |  |  |                     |                     |                     |                     |                     |                     |                     |                     |                     |                     |  |  |  |  |  |  |  |  |  |  |  |  |  |  |  |  |
| подчинённый род войск | подчинённый род войск | подчинённый род войск | подчинённый род войск | подчинённый род войск | подчинённый род войск |                     |                     | подчинённый род войск | подчинённый род войск | подчинённый род войск | подчинённый род войск | подчинённый род войск | подчинённый род войск |                     |                     |  |  |                     |                     |                     |                     | отдельный род войск | отдельный род войск | отдельный род войск | отдельный род войск | отдельный род войск | отдельный род войск |  |  |  |  |  |  |  |  |  |  |  |  |  |  |  |  |

## История
Появление вооружённых сил напрямую связано с разделением общества на классы и созданием государства.
Развитие вооружённых сил было в тесной связи с социально-экономическим развитием государства:

...Ничто так не зависит от экономических условий, как именно армия и флот. Вооружение, состав, организация, тактика и стратегия зависят прежде всего от достигнутой в данный момент ступени производства и от средств сообщения. Не «свободное творчество ума» гениальных полководцев действовало здесь революционизирующим образом, а изобретение лучшего оружия и изменение солдатского материала...— Фридрих Энгельс. Из книги «Анти-Дюринг»
В рабовладельческих государствах армии состояли из дружин военачальников или монархов и ополчения свободных граждан. Сословие рабов на военную службу не допускалось. Дальнейшее развитие армии приобрело обособления от широких слоёв населения. В некоторых государствах древнего мира, таких как Египет и Индия, комплектация армии стала приобретать кастовый характер.
По мере развития рабовладельческого строя, обезземеливания и разорения значительной части свободных граждан, была введена система вербовки разорившихся крестьян и получивших свободу рабов. В Древней Персии при династии Ахеменидов, Карфагене и Римской империи и в других античных государствах для комплектации армии привлекались иностранные наёмники. Начали появляться армии постоянного состава из профессиональных военнослужащих, набранных  по найму, со сложной многоуровневой организацией войск и управлением. Начиная с античных времён происходило разделение вооружённых сил на армию (сухопутные войска) и флот, состоявший из гребных кораблей. Основными родами войск в сухопутных войсках стали пехота и кавалерия. Кавалерия играла вспомогательную роль.
В Римской империи армия состояла из частей (легионов) и подразделений (когорты и центурии). Личный состав вооружённых сил рабовладельческих государств в основном не превышал 100 000 человек, а состав флота был в пределах 200—300 боевых кораблей. Армия Римской империи включала в себя от 250 000 до 450 000 человек. В основном на вооружении армий того периода были холодное и метательное оружие. В технически развитых государствах имелись метательные и стенобитные машины.
Преобладание натурального хозяйства и слабость государственного аппарата в период раннего и развитого феодализма в государствах Западной Европы не давали условий для создания армии постоянного состава. Развитие феодальных отношений  позволил осуществить переход от народного ополчения раннефеодальных стран к ополчению вассалов и подвассалов. Все феодалы занимались военным делом и содержали вооружённые отряды. Пехота переживала упадок а главным родом войск являлась тяжёлая рыцарская конница. Флот использовался только для перевозки войск. В ходе крупных походов численность вооружённых сил не превышала 50—60 тысяч человек.
В период IX—XI веков в Киевской Руси вооружённые силы были представлены дружинами князей и народного ополчения. Иногда использовались наёмники из числа варягов и тюркских племён. Также существовал гребной флот. Большая часть войск князей в период феодальной раздроблённости составляли отряды их вассалов (бояр). При проведении больших походов к войску великого князя присоединялись отряды удельных князей, бояр, мелкие вотчинники и крестьянское ополчение. Пехота в Киевской Руси на тот период играла значительную роль, в отличие от государств Западной Европы.
Восточные феодальные государства (арабов, турок, монголо-татар и другие) содержали вооружённые силы, главным образом состоявшие из тяжёлой и лёгкой конницы с установленной организацией войск (деление на десятки, сотни, тысячи), и достигали большой численности до нескольких сот тысяч. Также они располагали стенобитными и метательными машинами и гребным флотом.
С развитием торговли, ростом городов и появлением централизованных государств, а также появлением огнестрельного оружия в XIV веке, рыцарская конница в Западной Европе пришла в упадок, уступив место наёмным профессиональным армиям, действовавшим с феодальным ополчением.
В XV—XVI веках армии и флоты из наёмников создавались в основном только во время войны из профессионалов-авантюристов. К таковым относились итальянские кондотьеры, немецкие ландскнехты, швейцарские и шотландские наёмники, которые составили основу вооружённых сил в ряде государств Западной Европы. Пехота, получившая на вооружение огнестрельное оружие и пики, стала основным родом войск. В военно-морском  флоте началось постепенное вытеснение гребных судов парусными.
Рост мировой торговли и производительности труда позволил в XVII—XVIII веках перейти государствам к постоянным национальным вооружённым силам, находившимся под полным контролем централизованной государственной власти. В этот период начала создаваться система централизованного военного управления, появились прообразы генеральных штабов и штабной службы. В XVII веке появились инженерные войска и была закреплена организация артиллерийских войск.
Первые национальные армии сформировались в  XVII веке в таких государствах как Франция, Австрия, Швеция, Пруссия. Одновременно в Англии, Испании, Нидерландах, Португалии, Швеции были созданы военные флоты постоянного состава. Комплектация рядового состава велась вербовкой за жалование на длительный срок. При нехватке добровольцев вербовка иногда проводилась в принудительной форме. При этом для комплектации войск также использовалось наёмничество и в некоторые случаях использование военнопленных. Командный состав в основном назначался монархом из числа дворян.
В XVII—XVIII веках в вооружённые силы была внедрена организация войск, сохранившаяся до современности (бригады, полки, батальоны, роты и эскадроны). При этом численность вооружённых сил в некоторых государствах достигла 150—200 тысяч человек. В Русском царстве в XVI веке было создано стрелецкое войско на постоянной основе численностью до 40 000 человек, дополнявшееся феодальным ополчением. В конце XVII и в начале XVIII века в Русском царстве создаются регулярные армия и флот. Также в конце XVII века было начато введение рекрутского набора, которому подлежали податные сословия, основную массу которого составляли крестьяне.
В период Великой французской революции 1789—1794 годов была создана массовая армия, которая набиралась путём добровольного вступления в её ряды. С 1793 года была создана система принудительного отбора. В 1798 году во Франции законодательно была введена всеобщая (всесословная) воинская повинность. Специальные методы обучения и воспитания личного состава, идеологическая работа с ним, а также возможность служебного роста для рядовых солдатов стали основой высокого морального и боевого духа во французской армии, которые потом перешли в армию Наполеона.
Численность армий в начале XIX века в некоторых крупных государствах достигла нескольких сот тысяч человек.
Высокий рост производительности сил, прогресс боевой техники (появление нарезного огнестрельного оружия, броненосного парового флота) и распространение железнодорожного транспорта в начале XIX века способствовали появлению массовых вооружённых сил на принципах кадровой армии и кадрового военно-морского флота, что спровоцировало переход многих государств к всеобщей военной повинности (Пруссия, Австро-Венгрия, Италия, Российская империя, Япония, Турция). Было осуществлено сокращение сроков службы в мирное время (в основном до 3—5 лет), что позволило создать мобилизационный резерв на военное время из нескольких миллионов граждан.
В XIX век произошло закрепление дивизионной и корпусной организации войск и было осуществлено на практике создание таких оперативных объединений как армия.
К началу XX века технический прогресс и достижения науки способствовали появлению новых видов вооружения, развернуть строительство больших флотов, производство боевых самолётов, а затем и танков. Были установлены более сокращённые сроки службы (в кадровых армиях — 2—3 года, в военно-морском флоте — до  5 лет).
В ведущих державах были разработаны мобилизационные планы развёртывания в военное время вооружённых сил на несколько миллионов человек.
Так накануне Первой мировой войны в вооружённых силах Российской империи было 1 385 000 человек, во Франции — 947 000, в Германии — 801 000. В ходе Первой мировой войны государства-участники  мобилизовали около 74 000 000 человек.
Необходимость в обеспечении вооружённых сил в несколько миллионов человек с большим количеством военной техники привело к существенному росту всей промышленности и перевода экономики государств, участвовавших в войне, на нужды войны.  Были введены в оборот такие понятия как: мобилизация промышленности, транспорта, и других отраслей экономики для обеспечения нужд войны.
Вместе со значительным ростом пехоты были созданы такие новые рода войск как военная авиация, бронетанковые войска, химические войска, войска противовоздушной обороны, автомобильные войска и дорожные войска. В военно-морском флоте возросла роль лёгких сил флота и подводных сил. Был создан новый род сил – морская авиация.
В период Первой мировой войны в массовых количествах были использованы пулемёты, артиллерия, миномёты, подводные лодки с торпедным вооружением, химическое оружие, использовалась радиосвязь для управления войсками и силами. К окончанию Первой мировой войны заметную роль в военных действиях стала отводиться танкам и авиации.
В Первой мировой войне были на практике испытаны новые виды высших оперативных объединений, таких как фронты (в государствах Западной Европы — группы армий).
На итогах Первой мировой войны во многих государствах прошли военные реформы, которые привели к росту численности вооружённых сил в мирное время, модернизации и совершенствованию образцов артиллерийского вооружения, принятию на вооружение новых типов самолётов и танков, появление радиолокации, выделение военно-воздушных сил в ряде государств в самостоятельный вид вооружённых сил. В свою очередь, развитие авиации позволило создать условия для появления в 1930-х годах такого рода войск как воздушно-десантные войска. 
В межвоенный период в некоторых военно-морских флотах появились авианосцы, была создана авианосная и береговая авиация. Удельный вес конницы в вооружённых силах государств значительно снизился.
Вторая мировая война, начавшаяся в 1939 году, вызвала ещё больший рост численности вооружённых сил во многих государствах. В общей сложности странами-участницами было мобилизовано 110 миллионов человек. 
| Год  | Германия  | СССР       | США                   | Императорская Япония |
| ---- | --------- | ---------- | --------------------- | -------------------- |
| 1939 | 4 600 000 | 1 665 000  | 170 000               |                      |
| 1941 | 8 500 000 | 4 200 000  | 1 700 000 (1 000 000) | 2 400 000            |
| 1945 | 7 830 000 | 11 300 000 | 13 000 000            | 5 500 000            |

Ход Второй мировой войны был отмечен следующими моментами:
- происходил рост механизации и моторизации войск;
- увеличилась насыщенность артиллерийскими орудиями;
- были созданы реактивная артиллерия и первые образцы баллистических и крылатых ракет;
- повысился удельный вес танковых и механизированных войск;
- возросла роль военно-воздушных сил;
- получили дальнейшее развитие и опробованы в военных действиях воздушно-десантные войска;
- усилилась противовоздушная оборона войск;
- стала применяться радиолокация;
- в военно-морском флоте повысилось количество авианосцев и подводных лодок;
- появились новые типы оперативных объединений, таких как воздушные армии, танковые армии, армии ПВО.

В период после Второй мировой войны стало характерным объединение вооружённых сил нескольких государств в военные блоки, для совместного решения военных и политических задач. Так были созданы военные блоки НАТО, СЕНТО, СЕАТО и Варшавский договор.

## Состав вооружённых сил
Термин «вооружённые силы» был введён Фридрихом Энгельсом как собирательное название армии и флота. В 1858 году термин вошёл в употребление в Российской империи.
Вооружённые силы государства состоят из различных видов вооружённых сил, родов войск (родов сил), высших органов военного управления и органов тыла. В некоторых государствах в вооружённые силы включаются также войска национальной безопасности (США), военной жандармерии (Франция), национальной гвардии (КНР) и другие. В состав Вооружённых сил СССР до 1989 года включались войска по охране государственной границы (Пограничные войска КГБ СССР) и войска органов общественного правопорядка (Внутренние войска МВД СССР).
До XX века вооружённые силы состояли только из двух видов вооружённых сил: сухопутные войска и военно-морские силы. Иногда под термином «вооружённые силы» понимается армия, как собирательный образ сухопутных войск.
В зависимости от общества и государственного строя, экономических и научно-технических возможностей государства, принятой военной доктрины, а также особенностей военно-географического расположения — зависит назначение, принципы военного строительства, обучение и воспитание личного состава в вооружённых силах.
В большинстве стран мира видами вооружённых сил являются три составляющие: сухопутные войска, военно-морские силы (ВМС) и военно-воздушные силы (ВВС). В истории некоторых государств встречалось большее количество видов. К примеру, в Вооружённых силах СССР к указанным трём дополнялись такие виды, как Ракетные войска стратегического назначения и Войска противовоздушной обороны.
Каждый из видов вооружённых сил включает в себя рода войск (рода сил), специальные войска и тыл. Все войска и силы в организационном порядке сводятся в соединения, воинские части и подразделения. В некоторых государствах в видах вооружённых сил создаются объединения. Структура вооружённых сил, выраженная в делении войск (сил) на формирования различного уровня, носит название организация войск.
В сухопутных войсках разных государств самыми распространёнными родами войск являются пехотные (названия в некоторых государствах — мотострелковые, мотопехотные, механизированные), танковые (в некоторых государствах — бронетанковые), артиллерийские войска и другие рода войск.
В военно-воздушных силах для составных частей применяется определение «род авиации». Обычно в ВВС разных государств встречаются такие рода авиации как: истребительная, бомбардировочная, штурмовая, разведывательная и ракетоносная, противолодочная авиация.
В военно-морских силах для составных частей применяется определение «род сил». В ВМС разных государств обычно бывают следующие рода сил: надводные силы, подводные силы, морская авиация, береговые войска).
Как в каждом виде вооружённых сил, так и в непосредственном подчинении руководства вооружённых сил, имеются специальные войска, выполняющие функции боевого и тылового обеспечения. К специальным войскам боевого обеспечения относятся разведывательные, инженерные войска, войска связи, химические войска, войска радиоэлектронной борьбы и другие.

## Управление вооружёнными силами
Вооружённые силы имеют централизованное управление, установленное законодательством государства. Для большинства государств центральным исполнительным органом управления вооружённых сил является Министерство обороны, через которое государство проводит в вооружённых силах свою политику, осуществляет контроль над процессом военного строительства, осуществляет управление в области обороны, а также координирует деятельность иных органов исполнительной власти в вопросах обороны.
В подчинении министерства обороны находится второй по важности центральный орган военного управления, которым является Генеральный штаб. В некоторых государствах аналогом является Комитет начальников штабов (США и Великобритания), Штаб вооружённых сил (Франция) или Объединённый штаб вооружённых сил (Бразилия).
Генеральный штаб является главным органом военного управления вооружёнными силами как в мирное, так и в военное время, который занимается каждодневной работой по поддержанию войск в боевой готовности. В подчинении Генерального штаба находятся командования (управления) видов вооружённых сил, командование (управления) отдельных родов войск и управления служб, отвечающих за всестороннее обеспечение вооружённых сил.
В истории вооружённых сил некоторых государств уже в XX веке существовали исключения, когда вооружённые силы были разделены на отдельные виды, которые управлялись отдельными министерствами. К таковым, к примеру, относится Бразилия, в которой в 1970-е годы существовали Министерство ВВС, Министерство ВМС и Министерство армии. В Императорской Японии Министерство ВМС существовало до 1942 года, а Министерство армии вплоть до самой капитуляции в 1945 году.
Для рационального управления вооружёнными силами в большинстве государств существует разделение вооружённых сил по административно-территориальному признаку, которое выражается в создании военных округов (региональных командований).
Размещение вооружённых сил может быть не только в границах территории государства, но и при некоторых сложившихся обстоятельствах за их пределами.
В мирное время состав вооружённых сил государств является сокращённым. При введении военного положения или перед началом военных действий государством проводится развёртывание вооружённых сил, в процессе которого численность вооружённых сил может существенно вырасти. При этом могут создаваться специфические крупные формирования, свойственные военному времени (фронты, военные округа военного времени и другие).

## Правовая основа вооружённых сил
Все аспекты существования вооружённых сил прописаны в различных нормативно-правовых актах (официальных документах).
Главным источником, утверждающим роль и предназначение вооружённых сил государства, является военная доктрина. Военная доктрина является официальным документом, утверждённым в государстве, положения в котором отражают систему взглядов на применения военной силы для достижения политических целей, на характер военных задач и способов их осуществления, на основные направления военного строительства. Военная доктрина уточняет концепцию национальной безопасности касательно военной сферы, обозначает направление военной политики государства в сложившихся текущих исторических условиях.
Создание военной доктрины проводится военным и политическим руководством государства. Положения военной доктрины имеют нормативную силу и находят отражение во всех нормативно-правовых актах, связанных с военной сферой и жизнедеятельностью вооружённых сил, в которые входят: военно-политические декларации; законодательные и правительственные юридические документы по аспектами национальной безопасности, обороны и военного строительства; документы, регламентирующие боевую деятельность вооружённых сил (боевые уставы) и в повседневном функционировании вооружённых сил (общевоинские уставы, наставления, руководства) как в мирное, так и в военное время.
Законодательством государства также определяется установленный порядок прохождения службы рядовым, сержантским и офицерским составом.